# Cistus albereensis
Cistus albereensis är en solvändeväxtart som beskrevs av Marie Clément Gaston Gautier, Georges Rouy och Fouc.. Cistus albereensis ingår i släktet Cistus och familjen solvändeväxter. Inga underarter finns listade i Catalogue of Life.